# Ogcodes trifasciatus
Ogcodes trifasciatus este o specie de muște din genul Ogcodes, familia Acroceridae, descrisă de Meijere în anul 1915. Conform Catalogue of Life specia Ogcodes trifasciatus nu are subspecii cunoscute.